# 帕拉代斯 (德梅拉拉-馬海卡區)
帕拉代斯是圭亞那的城鎮，也是德梅拉拉-馬海卡區的首府，位於該國東北部大西洋沿岸，距離首都喬治敦約20公里，2010年人口1,630。